# Urbanisme DIY
L'urbanisme Do-It-Yourself (DIY), ou urbanisme « tactique », « pop-up » ou « guérilla », est un mouvement qui désigne une transformation du milieu urbain à petite échelle, initiée par les résidents ou habitants d’un espace, dans un but d’amélioration de la qualité des espaces publics. Ses tactiques varient considérablement et il est caractérisé comme étant un instrument revitalisant ne nécessitant pas de capital important et souvent à caractère temporaire. 
Le DIY fait naître un intérêt grandissant dans les années 2010, particulièrement aux États-Unis où il est très populaire.
Les initiatives du DIY promeuvent une transformation créative de l’espace pour le bien commun en réponse aux lacunes et aux insuffisances de l’espace public actuel et encouragent l’improvisation et la spontanéité dans l’aménagement de celui-ci. Il s’agit donc d’une approche bottom-up qui va à l’encontre des stratégies de planification conventionnelles mises en œuvre par les instances publiques disposant de capitaux importants . Derrière le concept il y a une idée de réappropriation du noyau urbain par les activistes communautaires, agissant à l’écart des politiques conventionnelles et cette forme d’urbanisme à un pouvoir d’impact important sur les habitants de la ville et dans leur quotidien.
Il existe diverses stratégies et le DIY peut prendre différentes formes, comme les « guérilla like », ou encore d’autres plutôt « mainstream », la première étant plus radicale que la seconde. Les perceptions de ces interventions urbanistiques peuvent également différer, qu’elles se manifestent dans un pays du sud, où ce type de pratiques n'est nullement extrémiste ou réactionnaire, ou au contraire dans un pays du nord comme les États-Unis, dans lequel elles sont perçues comme innovantes.

## Historique

### Trois courants précédant la ville
La première phase de ce DIY urbanisme a émergé à la fin du XIXe siècle. Les villes américaines sont alors caractérisées par une augmentation de leur population associée à une diffusion de l’automobile causant ainsi des problèmes d’étalement et de congestion. 
Ces problèmes ont rendu les villes peu accueillantes pour ses habitants, d’autant plus que la réponse en matière d’aménagement de la part des autorités était quasiment nulle (il faut savoir que la profession d’urbaniste-aménagiste n’était pas encore développée). C’est en réponse à ce « désordre » de la ville qu’apparaît cette première phase du DIY qui se traduit par un embellissement des villes et d’amélioration urbaine via la mise en place d’équipements d’utilité publique à petite échelle et ce dans le but de les rendre plus agréable à vivre ainsi qu’à attirer des investisseurs.
Trois catégories distinctes d’embellissement peuvent être identifiées  :
1. L’amélioration civique, née grâce au regroupement de citoyens en associations, est axée sur la propreté, l’ordre et la beauté des villes. Ces associations militaient notamment pour la réduction du bruit et de la fumée dans les villes et contribuaient à leur embellissement en plantant des arbres, décorant les lampadaires et en installant des fontaines ou des poubelles.
2. L’art en plein air qui, comme son nom l’indique, était axé sur l’embellissement par l’intégration d’éléments artistiques dans les villes et toujours par des démarches citoyennes. Cela consistait en l’organisation d’expositions gratuites dans les rues, par exemple.
3. L’art municipal quant à lui, cherchait à améliorer l’apparence des villes par l’art. Ainsi, différents artistes s’appropriaient les bâtiments publics pour les décorer (vitraux, peintures murales, sculptures, etc.). Les partisans de l’art municipal rejetaient les formes d’aménagement qui à leur sens étaient signe de décadence urbaine comme les déchets ou encore les panneaux publicitaires envahissants. Ils prônaient une diversité urbaine d’un point de vue esthétique. Derrière ces interventions à petite échelle se cache une deuxième vocation : ils militaient pour une implication des autorités dans le mécénat artistique et l’installation de grands monuments, d’arcs de triomphe, etc.

### Conservation et Complexité
Camillo Sitte, dans son livre de 1889 City-Building According to Artistic Principles, prône une amélioration urbaine à petite échelle. Il s’oppose aux destructions ayant lieu à l’époque dans les centres urbains européens dans le but de favoriser la circulation et l’industrialisation. Il oppose à ce modèle la préservation des vieilles-villes pour leurs qualités « culturelles, sociales et historiques ». Cette défense se concentre d’abord sur les bâtiments emblématiques, puis s’étend à leur contexte. En effet, les bâtiments importants étaient régulièrement isolés du reste du milieu bâti par la destruction des constructions voisines dans un but de mise en valeur. Camillo Sitte soutenait des formes urbaines diverses et complexes, en opposition à la régularisation géométrique pratiquée à l’époque en Europe. Il faisait la promotion de « la science des relations », en défendant « la petite irrégularité, la rue tortueuse, le coin arrondi, la petite oasis» plantée dans un lieu inattendu. Parmi les sources d’influence de Sitte, on trouve John Ruskin et William Morris qui se sont intéressés au tissu médiéval dense et à la manière dont les villes se sont développées au cours du temps à travers de nombreux ajustements individuels et à échelle humaine. La connexion avec l’urbanisme DIY ne réside pas dans les préoccupations esthétiques de Ruskin, Morris et Sitte, mais plutôt dans la mise en valeur des interventions à petite échelle et la volonté de travailler en dehors des plans directeurs. La planification à large échelle du XIXe siècle a amené l’urbanisme moderne du XXe. Des écrivains comme William Whyte (en) et Jane Jacobs se sont dressés contre ces interventions à large échelle. Ils suggéraient que la transformation urbaine devait aider les gens à mettre de l’ordre à partir du chaos qui les entoure de manière subtile. Il s’agit pour eux de mettre l’accent sur de petits aménagements. Ils rejoignent en cela les objets d’arts bien placés de Charles Mulford Robinson (en) et les fonctions urbaines bien placées de Jane Addams.

### Communs de quartier
Quand il s’agit de situer les racines du Do-it-yourself urbanism, les années 1960 à 1980 sont souvent mentionnées notamment avec les « communs de quartier » de Karl Linn (en). En effet, l’architecte paysagiste a été le premier à utiliser ce terme pour qualifier l’investissement – instantané, permanent ou temporaire – des espaces publics vacants dans les centres-villes. Plus précisément, ce sont les résidents d’un quartier qui personnalisent un espace – qu’il soit à l’extérieur ou à l’intérieur – dans le but d’en faire un endroit de rassemblement pour la communauté du quartier. Mais ces endroits peuvent aussi être investis par des artistes, des architectes, des étudiants, des activistes écologistes et bien d’autres. 
Selon Karl Linn, ces « communs de quartier » représentent un contre-pied aux quartiers suburbains ou même dans les centres-villes où manquent les contacts humains et l’esprit communautaire . Ainsi, il affirme que les espaces partagés contribuent au partage, à la création de liens sociaux et donc au renforcement de la solidarité d’une communauté intergénérationnelle. 
On peut faire un lien entre le phénomène des « communs de quartier » et le Do-It-Yourself Urbanism tel qu’on le connaît aujourd’hui. En effet, tous deux sont des stratégies urbaines à petite-échelle, à caractère bottom-up, générés par les résidents, sans oublier qu’ils ne nécessitent que peu de budget. Finalement, les deux mouvements peuvent être considérés comme étant motivés par l’esprit du « droit à la ville » .

### Urbanisme quotidien
L’urbanisme quotidien (Everyday Urbanism en anglais) est un concept défini par Margaret Crawford, John Chase et John Kaliski en 1999. Leur livre, Everyday Urbanism, fait référence dans le domaine et compte aujourd’hui plusieurs rééditions actualisées. Ce concept est inspiré des recherches de Henri Lefebvre, notamment sur l’idée de « Droit à la ville » .
L’urbanisme quotidien est défini par Margaret Crawford comme « une approche de l’urbanisme trouvant son sens dans la vie quotidienne » . Il s’agit de petites interventions dans l’espace public, initiées par ses occupants et ayant comme but une réappropriation de l’espace ainsi qu’une amélioration de sa qualité. Les exemples fréquemment cités sont des peintures murales remplaçant les panneaux d’indication, des lieux de ventes temporaires sur des places de parcs non utilisées ou encore les vide-greniers organisés directement dans les garages des habitants. L’urbanisme quotidien se concentre généralement dans les zones les plus pauvres des villes. 
Il peut être compliqué de différencier l’urbanisme quotidien du DIY urbanism. D’après Emily Talen, le premier est la dernière phase historique du DIY Urbanism . Alors que d’autres auteurs, tels que Donnovan Finn, le premier est une réponse à bas coûts servant des intérêts individuels alors qu’avec le second l’intérêt collectif est prépondérant . 
Une critique récurrente apparaît dans la littérature concernant l’urbanisme quotidien. Il s’agit de la vision parfois unicentrée des cas d’études analysés. C’est notamment le cas pour le livre de Crawford, Chase et Kaliski. Les exemples qu’ils proposent se situent essentiellement à New York et Los Angeles. Karen Lewis va même plus loin en montrant que la plupart des exemples de ce livre s’adressent à une classe sociale supérieure, ce qui est contraire à l’idée de départ de l’urbanisme quotidien .   
À l’inverse, Colin McFarlane et Jonathan Silver se sont intéressés aux populations marginalisées et aux pays de l’hémisphère sud. Ils cherchent à démontrer que l’urbanisme quotidien est conçu de manière dialectique c'est-à-dire par « un mouvement continu de coévolution de contradiction, de renforcement, de fragmentation et de reconstitution » .

## Exemples
Il existe de nombreux exemples de réalisations issues du Do-It Yourself Urbanism dans les villes du monde entier. Des interventions de plusieurs sortes qu’il est possible de classer selon les objectifs recherchés, pour plus de clarté. Pascale Nédélec propose une classification de ce qu’elle appelle les « initiatives citadines d’aménagement de l’espace public  » , un terme similaire pour désigner les interventions sur l’espace urbain du Do-It Yourself Urbanism.  
- Initiatives artistiques : cette catégorie rassemble toutes les interventions d’ordre artistiques sur l’espace public initiées par les citoyens, fresque murale, graffitis, installations artistiques diverses et même des décorations de troncs d’arbre avec des tricots (yarn bombing ) [8]
- Initiatives de transformations d’usage des espaces publics : l’exemple le plus fameux pour cette catégorie sont les park(ing) days. Ces journées où des citoyens réaménage des places de parking destinées aux voitures en de petits parcs verts où l’accent est mis sur le lien social [8]. On retrouve ici aussi les pop-up cafés.
- Initiatives de végétalisation : les interventions de végétalisation citoyenne peuvent aussi être considérées comme des exemples de Do-It Yourself Urbanism. En effet, il peut s’agir du placement de bac à fleur ou alors de l’utilisation des pieds d’arbre pour y planter des fleurs ou des légumes. Le seed bombing  peut également s’y intégrer. Ce sont donc des actions pour rendre la ville plus verte, initiées par les citoyens et peu à peu institutionnalisées, comme il est le cas à Paris avec les permis de Végétaliser[9].
- Initiatives d’installation de mobilier urbain non-officiel : cette catégorie est celle qui regroupe le plus grand nombre d’exemples. On y retrouve l’installation de siège et banc (chair bombing) dans l’espace urbain. Il peut aussi y avoir l’installation de boîte à lecture pour convier les usagers à la lecture [8], pouvant également prendre place dans des cabines téléphoniques abandonnées [10]. L’installation de piano ou de fontaines pour chien est également à classer ici [1].

Il existe encore d’autres exemples, difficile à classer, tel que les bennes à ordures converties en piscine, les installations de balançoire sur les lampadaires ou encore la mise en place de nouvelles signalisations en ville .

## Critiques
Le DIY Urbanism est critiqué pour diverses raisons. Tout d’abord, pour son manque de vision globale car il s’agit en général de petites interventions localisée et il n’existe pas de réelle coordination des interventions à l’échelle de la ville.  
De plus, les formes de DIY Urbanism font souvent l’objet de déprédations comme des graffitis ou des squatteurs. En effet, la propriété garantit des règles, des normes quant à son accès. Ainsi, le DIY Urbanism, du fait de sa nature improvisée et temporaire, peut s'avérer problématique.  
Enfin, ces interventions sont souvent le fruit de personnes de classe sociale supérieure excluant de facto les couches les plus populaires de la fabrique de la ville . 
Le DIY Urbanism peut aussi être critiqué par le fait qu’il sert majoritairement les intérêts de certains particuliers au détriment de la collectivité. En effet, la mise en place de certaines infrastructures ne pourrait pas convenir à tous les usagers d’un quartier et il s’agit donc d’imposer une vision particulière à l’ensemble de la population. 